# William Smart

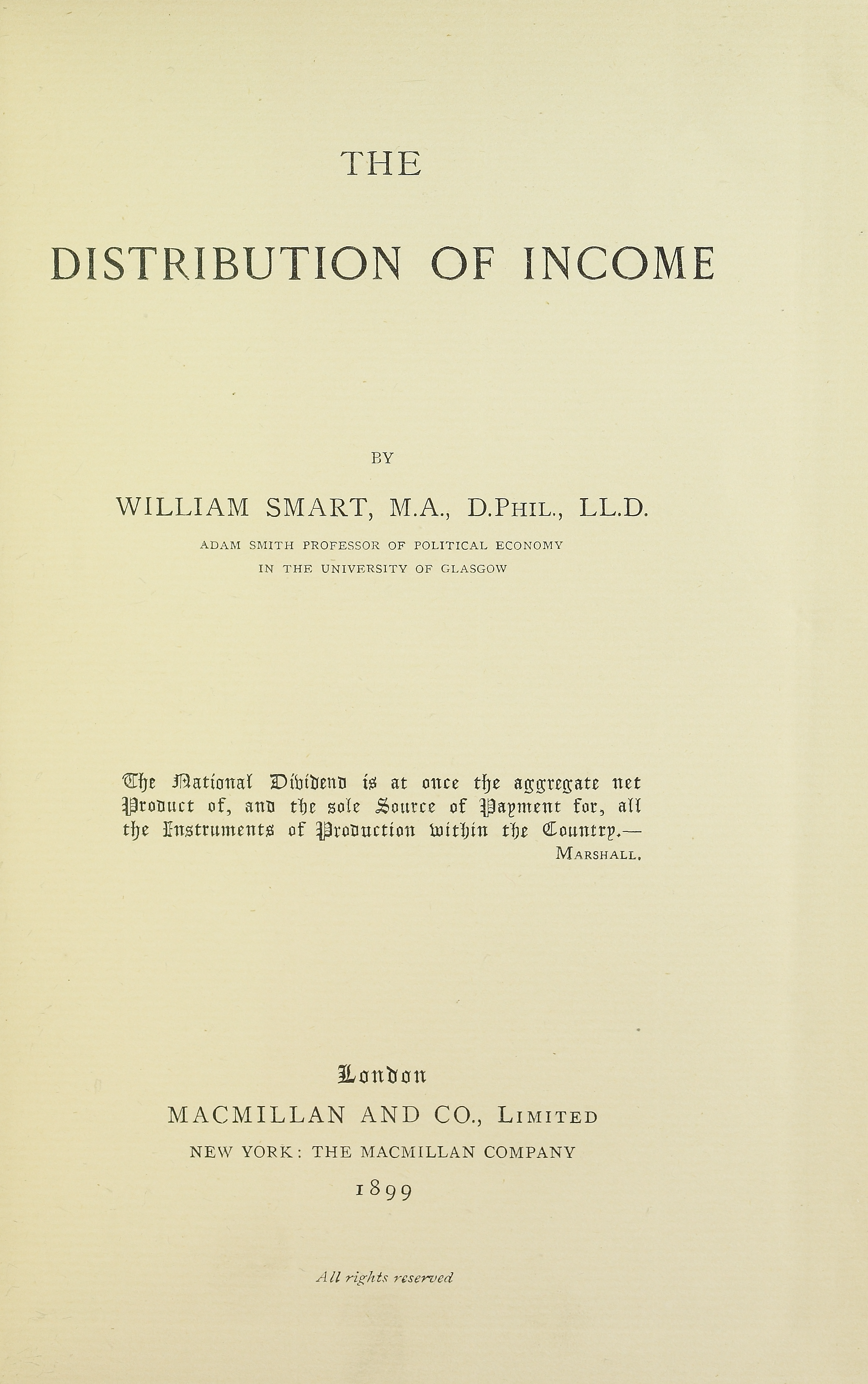
Distribution of income, 1899

William Smart, född den 10 april 1853 i Barrhead nära Glasgow, död den 19 mars 1915 i Glasgow, var en brittisk nationalekonom.
Smart, som från 1892 var innehavare av Adam Smiths professur i nationalekonomi vid Glasgows universitet, tog i yngre år starka intryck av Carlyle och, i synnerhet, Ruskin, medverkade i det sociala upplysningsarbetet och var en synnerligt verksam medlem av den stora brittiska fattigvårdskommissionen 1905-10, till vars mer konservativa majoritet han hörde. Som nationalekonom gjorde han sig tidigast bemärkt genom sina översättningar av arbeten av Böhm-Bawerk och von Wieser samt genom sin framställning av den så kallade österrikiska skolans värdelära: Introduction to the theory of value (1891; 3:e upplagan 1914). Smart utgav vidare Taxation of land values and the single tax (1900), Return to protection (1904; 2:a upplagan 1906) - en föreläsningsserie mot protektionistisk propaganda - samt den genom hans död avbrutna ammanställningen av ekonomisk-historiska notiser och dokument Economic annals of the nineteenth century (volym 1, 1801-1820, 1910; volym 2, 1821-1830, 1916).
Hans övriga teoretiska arbeten var Studies in economics (1895), Distribution of wealth (1899; 2:a upplagan 1912), vartill sluter sig det mer etiskt lagda Second thoughts of an economist (postumt; 1916, med en entusiastiskt skriven biografi av Thomas Jones). Nationalinkomster fördelas, enligt Smart, mellan produktionsfaktorernas bärare i överensstämmelse med det ekonomiska värdet av deras bidrag till produktionen. Till en jämnare inkomstfördelning anbefaller Smart särskilt att inskränka mängden av grovarbetare ("hästkraftsarbetare") och låta maskinerna alltmer ta deras plats samt att öka mängden av intellektuella arbetare ("hjärnkraftsarbetare"). Stegringen av konkurrensen mellan de senare skall, menade han, utjämna inkomsterna nedåt. Smart lade stor vikt på en socialt klok konsumtion.